# Kiss Comix
Kiss Comix va ser revista de còmic eròtic, de periodicitat mensual, publicada per Edicions La Cúpula des de 1991 fins a 2011, amb 239 números. L'editorial va traure edicions en altres idiomes diferent a l'original castellà per al mercat de França (La Poudre aux Rêves) i els Estats Units d'Amèrica (French Kiss Comix). En 2012 l'editorial va recuperar el nom per a una col·lecció d'àlbums.

## Trajectòria
Edicions La Cúpula ja tenia presència al sector del còmic pornogràfic amb el llançament d'una sèrie de monografies, la Colección X, el 1987. Cinc anys després va publicar una revista contenidor, anomenada Kiss Comix.
En moment en què el mercat espanyol de còmic es trobava dominat pel comic book americà, com era la dècada de 1990, Kiss Comix va permetre que autors del país com Daniel Acuña, Jordi Bayarri, Sergio Bleda, Juan Román Cano Santacruz, Man, Rubén del Rincón o Paco Roca consolidaren les seues carreres en l'etapa en que estaven començant a publicar. Artistes veterans com Mónica van realitzar algunes de les portades. També va editar a autors estrangers com Atilio Gambedotti, Marcelo Sosa, Kevin Taylor, Frank Thorne i Chiyoji Tomo.
El seu èxit va ser tal que, segons testimoni d'Hernán Migoya, els beneficis de la revista van sufragar la col·lecció de còmic alternatiu Brut Comix. Algunes de les sèries de Kiss Comix també es recopilaren en àlbums.
Kiss Comix va arribar a vendre uns trenta mil exemplars per número, però arran de la competència de la pornografia gratuïta a internet, a partir de la dècada dels 2000 passa d'una mitjana de 20.000 exemplars el 2005 a sols 6.000 en el moment de tancament. En agost de 2011 es publica l'últim número, el 239.

## Sèries
| Títol                                              | Números | Autor                      | Data          |
| -------------------------------------------------- | ------- | -------------------------- | ------------- |
| Demasiado lleno de espuma                          | 1-16    | Peter                      | 1991-01/1993  |
| Birdland                                           | 1-7     | Beto Hernández             | 1991-5/1992   |
| Girl                                               | 1-13    | Kevin J. Taylor            | 1991-10/1992  |
| Cárcel de mujeres                                  | 1-8     | Erich von Gotha            | 1991-6/1992   |
| X-Women                                            | 7-      | Rafa Fonteriz              | 05/1992       |
| Dos chicas calientes en una cálida noche de verano | 8-9     | Art Wetherell/Terry Hooper | 6/1992-7/1992 |
| Historias de la humanidad                          | 8-      | Gigi Amaldi                | 6/1992        |
| Sábanas para recordar                              | 9-      | Ferocius                   | 7/1992-       |
| Manual de las pequeñas viciosas                    | 11-     | Mónica/Beatriz             | 8/1992-       |
| Fantaséame                                         | 11-     | Fretet                     | 8/1992-       |
| Ironwood                                           | 14-     | Bill Willigham             | 11/1992       |
| Miss 130                                           | 15-     | Chiyoji Tomo               | 12/1992       |
| Loló y Soucette                                    | 15-     | Yann/Hardy                 | 12/1992       |
| Mona Street                                        | 18-     |                            |               |
| Judit'                                             | 20-     | Peter                      | 1993          |
| Aladino                                            | 33      | Paco Roca                  | 1994          |
| La novia y la ladrona                              |         | Sergio Bleda               | 11/1994       |
| Blanca Navidad                                     | 39      | Paco Roca                  | 1995          |
| Peter Pan                                          | 51      | Paco Roca                  | 1995          |
| Melrose Pleasure                                   |         | Rakel/Sergio Bleda         | 02/1996       |
| Hot Rockets                                        |         | Rakel/Sergio Bleda         | 1998          |
| Huesos y tornillos                                 | 111-    | Man                        |               |
| Asia                                               | 116     | Hernán Migoya/Marcelo Sosa |               |
| Rain-bow                                           | 116     | Ferocius                   |               |

## Col·lecció d'àlbums (2012-actualitat)
| Títol                                         | Autor              | Data       |
| --------------------------------------------- | ------------------ | ---------- |
| Cuatro amigas: Donde caben tres, caben cuatro | Atilio Gambedotti, | 20/07/2012 |

## Premios
- Premio Diario de Avisos "a la mejor revista" en los años 1992, 1997 y 1998.[1]